# Jesús Gayoso Rey
Jesús Gayoso Rey (Mieres, 26 d'abril de 1971 - Logronyo, 27 de març de 2020) va ser un militar espanyol, amb el grau de tinent coronel i va exercir de cap del Grup d'Acció Ràpida (GAR) de la Guàrdia Civil des de 2014 fins a la seva defunció el 2020, a causa de la pandèmia per coronavirus de 2019-2020.

## Trajectòria
Nascut el 26 d'abril de 1971 a la localitat asturiana de Mieres, aviat es va mudar amb la seva família a La Corunya, on van transcórrer els seus primers anys. Era fill d'un Guàrdia Civil i estava casat. Fruit del seu matrimoni, va tenir dos infants.
L'any 1991 es va incorporar a l'Acadèmia General Militar de Saragossa, on es va llicenciar com a tinent al juliol de 1996. Aquel mateix any, i després de superar amb èxit el curs d'ensinistraments especials, va ser destinat a la 1a Companyia del Grup d'Acció Ràpida (GAR), amb seu a Bilbao, on la seva unitat va participar en la lluita contra l'organització armada ETA. Quan va ascendir a capità, es va posar al capdavant de la 3a Companyia de Navarra, i posteriorment, entre els anys 2001 i 2007, va dirigir la 2a Companyia de Sant Sebastià, amb seu a la caserna d'Intxaurrondo.
Com a comandant va ser destinat a l'Estat major de la Direcció general de la Guàrdia Civil, on va romandre entre els anys 2009 i 2014. Finalment va retornar com a Cap del GAR, la unitat d'elit de la Guàrdia Civil, on va ascendir a tinent coronel.
Durant la seva carrera professional, va participar en diverses missions humanitàries a l'estranger, estant destinat a la missió de l'Afganistan entre 2009 i 2010, i en països com Tunísia, Belarús, Mauritània, Níger, Turquia, Bulgària, Xile, Israel, l'Iraq, Finlàndia, Romania, Hondures i el Marroc. Va ser designat com a líder del projecte de la Unió Europea GARSI-Sahel on s'entrenen policies de països africans similars al GAR. La seva última comissió va ser a Níger, on va estar desplegat amb una Companyia de Gendarmes a la perillosa frontera amb Mali.
Després de la fi d'ETA, la seu del GAR es va instaurar a Logronyo. La comunitat autònoma de La Rioja va ser una de les més colpejades per la pandèmia per coronavirus. Durant les primeres setmanes, un dels focus principals es va localitzar a un de les seves localitats, concretalment la d'Haro. Per a la contenció de la malaltia, es va desplegar el GAR en aquell municipi, realitzant tasques de seguretat i desinfecció. Simultàniament, Gayoso va contreure la malaltia, sent ingressat a l'UCI de l'Hospital Sant Pere de Logronyo, si bé ell no va estar presencialment desplegat a Haro.
El 27 de març de 2020, quan a Espanya es comptabilitzaven 64059 infeccions i 4858 defuncions per COVID-19, el Ministeri de l'Interior espanyol va anunciar en un comunicat la seva mort, la qual cosa el va convertir en la quarta víctima mortal del cos armat a conseqüència de la pandèmia. En homenatge a la seva mort, alguns membres del Cos Nacional de Policia i de la Policia Local es van aplegar davant de la caserna on va tenir la seva última destinació, coincidint amb els aplaudiments als sanitaris.

## Condecoracions
En tota la seva carrera va obtenir les següents condecoracions:
- 10 Creus amb distintiu blanc al Mèrit de la Guàrdia Civil.
- 3 Creus de plata al Mèrit de la Guàrdia Civil.
- 1 Creu al Mèrit Policial.
- 1 Creu al Mèrit Aeronàutic.
- 1 Creu al Mèrit Militar.
- 1 Creu d'oficial al Mèrit Civil.
- 1 Medalla al Mèrit a la Campanya de l'Afganistan per les Forces Armades dels EUA.
- 1 Medalla al servei encomiable de l'Exercit de les Forces Armades.
- 1 Medalla de bronze de la Defensa Nacional Francesa.
- 7 Felicitacions individuals.